# Resolució 1875 del Consell de Seguretat de les Nacions Unides
La Resolució 1875 del Consell de Seguretat de les Nacions Unides fou adoptada per unanimitat el 23 de juny de 2009. Després de considerar un informe del Secretari General Ban Ki-moon sobre la Força de les Nacions Unides d'Observació de la Separació (UNDOF) i reafirmant la Resolució 1308 (2000), el Consell de Seguretat va prorrogar el seu mandat durant sis mesos més fins al 31 de desembre de 2009.
La resolució va demanar a les parts implicades que implementessin immediatament la Resolució 338 (1973) i demanava al Secretari General que presentés un informe sobre la situació al final d'aquest període.
L'informe del Secretari General, de conformitat amb la resolució anterior sobre la UNDOF, va dir que la situació entre Israel i Síria als Alts del Golan havia romàs tranquil·la i sense incidents greus, tot i que la situació a l'Orient Mitjà romandria tensa fins que s'arribés a un acord.